# Quamtana merwei
Quamtana merwei là một loài nhện trong họ Pholcidae. Loài này được phát hiện ở Zuid-châu Phi và là loài điển hình của chi Quamtana.